# Sant Antoni Abat de Junyent
Sant Antoni Abat de Junyent és una capella del poble de Junyent, pertanyent al terme de les Valls d'Aguilar, de l'Alt Urgell. Formava part de l'antic terme de Castellàs, de la comarca del Pallars Sobirà.
Està situada en el poble mateix de Junyent, en el seu sector sud-occidental.
És una capella interior de la casa.